# Napoleon B. Thistlewood

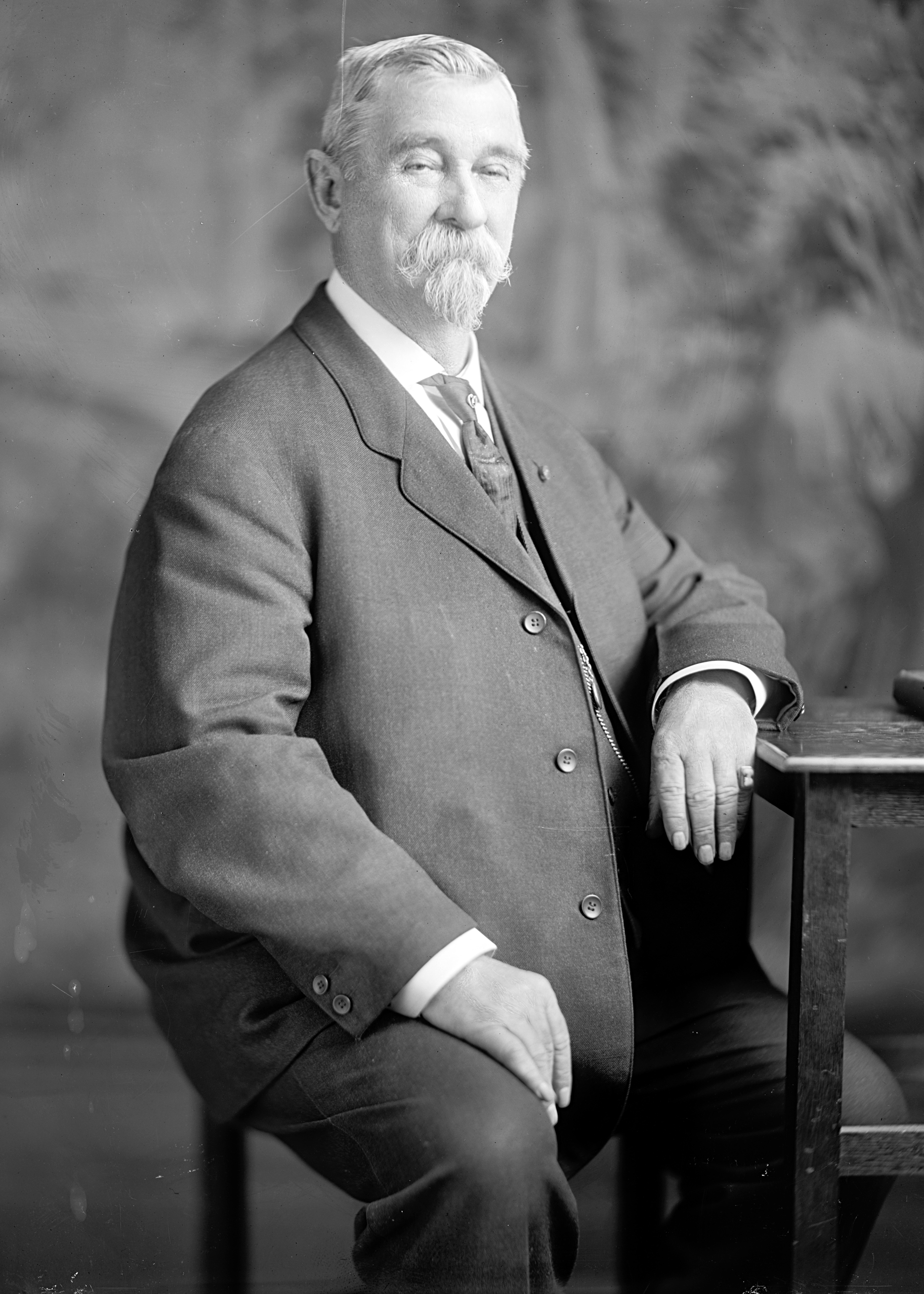
Napoleon B. Thistlewood

Napoleon Bonaparte Thistlewood (* 30. März 1837 bei Harrington, Delaware; † 15. September 1915 in Cairo, Illinois) war ein US-amerikanischer Politiker. Zwischen 1908 und 1913 vertrat er den Bundesstaat Illinois im US-Repräsentantenhaus.

## Werdegang
Napoleon Thistlewood besuchte die öffentlichen Schulen seiner Heimat. 1858 zog er nach Mason in Illinois, wo er im Handel arbeitete. Während des Bürgerkrieges diente er als Hauptmann im Heer der Union. Nach dem Krieg setzte er zunächst seine Tätigkeiten in Mason fort. Später zog er nach Cairo, wo er im Kommissionsgeschäft arbeitete. Gleichzeitig schlug er als Mitglied der Republikanischen Partei eine politische Laufbahn ein. Zwischen 1879 und 1883 sowie nochmals von 1897 bis 1901 war er Bürgermeister der Stadt Cairo. Im Jahr 1901 wurde er regionaler Leiter der Veteranenorganisation Grand Army of the Republic für Illinois.
Nach dem Tod des Abgeordneten George Washington Smith wurde Thistlewood bei der fälligen Nachwahl für den 25. Sitz von Illinois als dessen Nachfolger in das US-Repräsentantenhaus in Washington, D.C. gewählt, wo er am 15. Februar 1908 sein neues Mandat antrat. Nach zwei Wiederwahlen konnte er bis zum 3. März 1913 im Kongress verbleiben. Im Jahr 1912 wurde er nicht wiedergewählt. Nach dem Ende seiner Zeit im US-Repräsentantenhaus zog sich Napoleon Thistlewood in den Ruhestand zurück. Er starb am 15. September 1915 in Cairo.